# Nižný Komárnik
Nižný Komárnik – wieś (obec) na Słowacji w kraju preszowskim, powiecie Svidník.
Nižný Komárnik położony jest w historycznym kraju Szarysz. Leży na południowym skłonie Beskidu Niskiego, w dolinie potoku Ladomírka i jego lewego dopływu – potoku Šivarná, ok. 5 km na południe od Przełęczy Dukielskiej i granicy polsko-słowackiej. Od północy miejscowość graniczy z wsią Vyšný Komárnik, od południa – ze wsią Krajná Poľana.
Przez wieś przebiega droga krajowa nr 73 E371 – słowacka kontynuacja polskiej drogi krajowej nr 19. Do 21 grudnia 2007 na tej drodze, na północ od wsi, znajdowało się drogowe przejście graniczne Barwinek-Vyšný Komárnik.
Nižný Komárnik leży na starym szlaku handlowym z Węgier do Polski. Pierwsze wzmianki o wsi pochodzą z 1618 roku. Do roku 1918 wieś znajdowała się w królestwie węgierskim w hrabstwie szaryskim. Od północy graniczyła z Galicją.
Znajduje się w niej drewniana greckokatolicka cerkiew filialna pw. Opieki Bogurodzicy z 1938 roku.

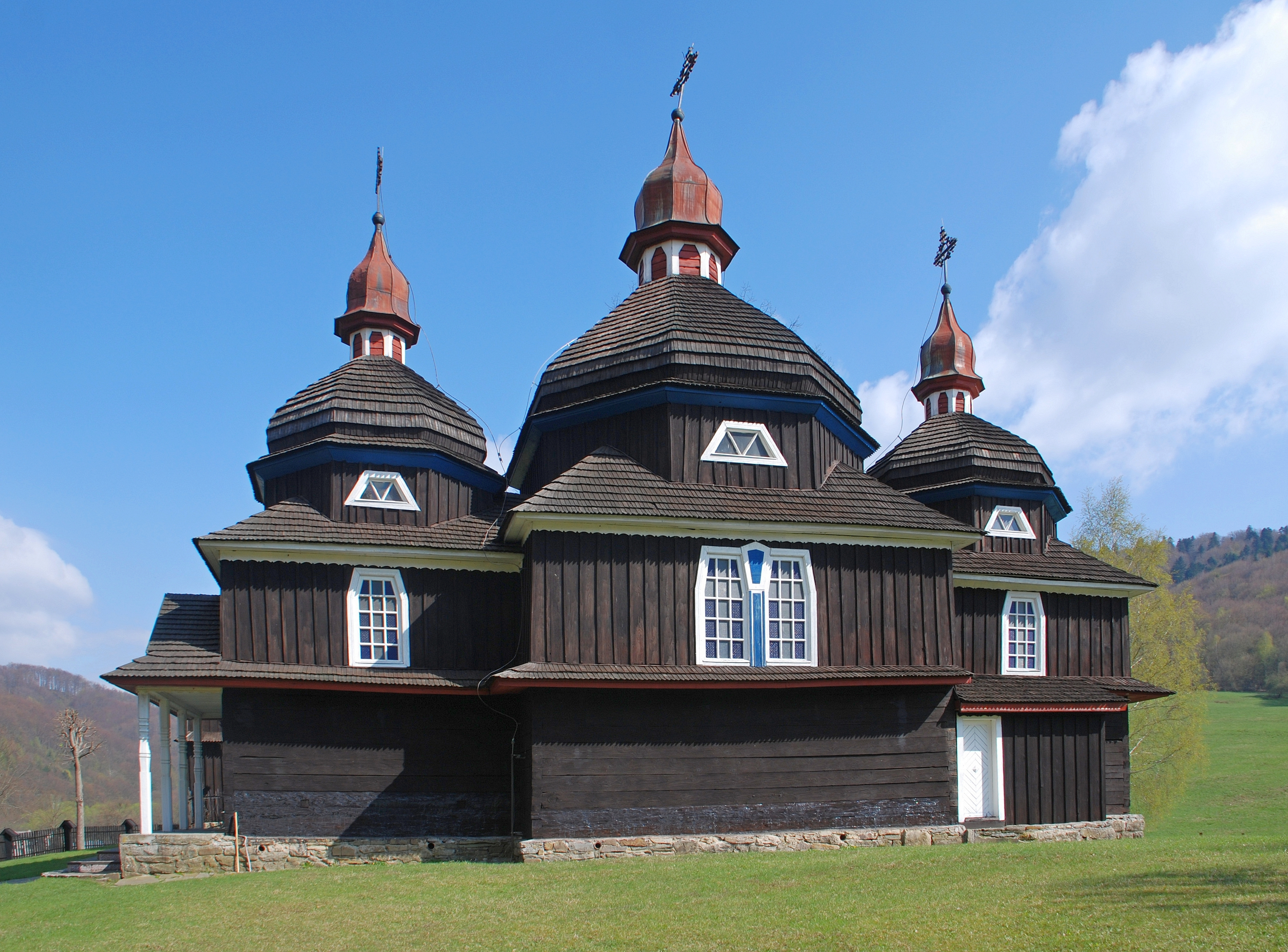
Zabytkowa cerkiew